# 제10대 제쮠담바 후툭투
제10대 제쮠담바 후툭투는 몽골 국적의 어린이인 제쮠담바 후툭투로 아버지는 수학자, 어머니는 몽골 정치인의 딸로 알려져있으며 쌍둥이로 알려졌다. 두 형제의 이름은 언론에 보도되었으나 둘중 누가 후툭투인지는 공개되지 않았다.